# 김병관 (1966년)
김병관(한국 한자: 金炳官, 1962년 2월 16일 ~ )은 대한민국의 전 축구 선수이며, 포지션은 수비수였다.